# Arenaria halacsyi
Arenaria halacsyi là loài thực vật có hoa thuộc họ Cẩm chướng. Loài này được Bald. mô tả khoa học đầu tiên năm 1891.